# Ondřej Moravec
Ondřej Moravec (* 9. Juni 1984 in Ústí nad Orlicí) ist ein ehemaliger tschechischer Biathlet und heutiger Biathlontrainer.

## Karriere
Ondřej Moravec vom SKP Jablonec begann 1999 mit dem Biathlonsport. Seit 2004 gehört der von Vlastimil Vávra trainierte Letohrader Sportlehrer zum tschechischen Nationalkader. 2001 startete er erstmals ohne größere Erfolge bei den Juniorenweltmeisterschaften in Chanty-Mansijsk. Bei denen im darauf folgenden Jahr in Ridnaun gewann er Silber mit der Staffel und Bronze in Sprint und Verfolgung. Bei den Europameisterschaften in Kontiolahti im selben Jahr war ein zehnter Platz im Sprint das beste Ergebnis. Es folgten vier Einsätze im Europacup. Die beiden letzten, 2003 in Forni Avoltri, beendete er als Fünfter im Sprint und Dritter in der Verfolgung. Aufgrund der guten Ergebnisse rückte er in den Weltcup auf und wurde beim Debüt in Ruhpolding 56. im Sprint. Bei den Juniorenweltmeisterschaften 2003 in Kościelisko wurde er Dritter im Einzel, Verfolgung und mit der Staffel und verpasste als Vierter im Sprint nur knapp eine vierte Medaille.
2003 startete er noch ein zweites Mal erfolgreich in Forni Avoltri, dieses Mal bei den Europameisterschaften. Hier gewann er die Titel im Einzel und mit der Staffel. 2004 startete er ein weiteres Mal bei Juniorenweltmeisterschaften in Haute-Maurienne und gewann Silber mit der Staffel. Die Europameisterschaften in Minsk wurden wieder sehr erfolgreich. Moravec gewann Gold beim Sprint und in der Verfolgung und wurde Vierter im Einzel und Fünfter mit der Staffel. Zum Beginn der Saison 2004/05 gewann Moravec einen Sprint und eine Verfolgung in Obertilliach. Damit qualifizierte er sich erneut für den Weltcup. Dort konnte er in Ruhpolding als 29. im Sprint und 24. in der Verfolgung erstmals Biathlon-Weltcup-Punkte sammeln. Die Saison beendete er bei den Europameisterschaften in Nowosibirsk, wo er Gold in der Verfolgung und Silber im Sprint gewann und als Vierter nur knapp an weiterem Edelmetall im Einzel und mit der Staffel vorbeilief.
Die folgende Saison begann er erneut und letztmals im Europacup in Langdorf. Er gewann hier sowohl den Sprint als auch die Verfolgung. Bei seinen letzten Juniorenweltmeisterschaften in Kontiolahti gewann er noch einmal Silber im Einzel. Seit der Saison 2005/06 startet Moravec nur noch im Weltcup. Mehrfach lief er in die Punkteränge. In Oberhof konnte er mit der tschechischen Staffel Vierter werden. Seine bislang beste Platzierung ist ein 4. Platz im Sprint 2008 in Chanty-Mansijsk.
Höhepunkt in der Karriere des Athleten war bislang die Teilnahme an den Olympischen Spielen 2006 von Turin. Hier trat er im Sprint (34.) und in der Verfolgung (41.) an und war mit der Staffel Sechster. Die folgenden Europameisterschaften in Langdorf verliefen für Moravec unbefriedigend. Die Biathlon-Weltmeisterschaften 2007 in Antholz waren seine ersten Biathlon-Weltmeisterschaften. Er trat ohne größere Erfolge in Sprint (56.) und Verfolgung (49.) an. Ein Erfolg war der achte Platz mit der tschechischen Mixed-Staffel. Moravec nahm an den Olympischen Winterspielen 2010 teil. Sein bestes Resultat war der 67. Platz im Sprint. Beim Weltcup-Verfolgungsrennen 2012 in Pokljuka konnte er mit Platz zwei seine ersten Platzierung auf dem Siegerpodest eines Weltcup-Rennens erreichen.
Moravec nahm an den Olympischen Spielen 2014 von Sotschi teil, welche sehr erfolgreich für ihn verliefen. Zunächst gewann er die Silbermedaille im Sprint, darauf folgte die Bronzene im Massenstart und zum Schluss gewann er mit der tschechischen Mixed-Staffel, in der Besetzung Veronika Vítková, Gabriela Soukalová und Jaroslav Soukup, die Silbermedaille.
Ondřej Moravec betreibt auch Sommerbiathlon. 2004 wurde er bei den Weltmeisterschaften in Osrblie Weltmeister mit der Staffel und gewann Silber im Massenstart. Hinzu kamen ein fünfter Platz im Sprint und ein sechster Platz in der Verfolgung. 2005 in Muonio gewann er in Sprint, Verfolgung und mit der Staffel sogar drei Titel. Im folgenden Jahr in Ufa gewann er Silber mit der Staffel, Bronze in der Verfolgung und wurde Vierter im Sprint.
Im März 2021 gab Moravec seinen Rücktritt vom Biathlonsport bekannt. Sein letztes Einzelrennen lief er am 13. März 2021 bei seinem Heimweltcup in Nové Město na Moravě mit der Verfolgung, sein letzter Wettkampf folgte einen Tag danach, als er mit Lucie Charvátová die Single-Mixed-Staffel auf dem 17. Platz abschloss und im Anschluss daran seine Karriere beendete.
Seit Frühjahr 2024 ist Moravec Co-Trainer der tschechischen Biathlon-Nationalmannschaft der Männer.

## Statistiken

### Weltcupplatzierungen
Die Tabelle zeigt alle Platzierungen (je nach Austragungsjahr einschließlich Olympische Spiele und Weltmeisterschaften).
- 1.–3. Platz: Anzahl der Podiumsplatzierungen
- Top 10: Anzahl der Platzierungen unter den ersten zehn (einschließlich Podium)
- Punkteränge: Anzahl der Platzierungen innerhalb der Punkteränge (einschließlich Podium und Top 10)
- Starts: Anzahl gelaufener Rennen in der jeweiligen Disziplin
- Staffel: inklusive Mixed- und Single-Mixed-Staffeln

| Platzierung          | Einzel | Sprint | Verfolgung | Massenstart | Staffel | Gesamt |
| -------------------- | ------ | ------ | ---------- | ----------- | ------- | ------ |
| 1. Platz             |        |        |            | 1           | 2       | 3      |
| 2. Platz             |        | 2      | 1          | 1           | 3       | 7      |
| 3. Platz             | 1      |        | 1          |             | 3       | 5      |
| Top 10               | 3      | 10     | 5          | 5           | 42      | 65     |
| Punkteränge          | 12     | 39     | 33         | 15          | 53      | 152    |
| Starts               | 28     | 92     | 54         | 15          | 53      | 242    |
| Stand: 22. März 2015 |        |        |            |             |         |        |

### Olympische Winterspiele
Ergebnisse bei Olympischen Winterspielen:
|                                             | Einzelwettbewerbe | Einzelwettbewerbe | Einzelwettbewerbe | Einzelwettbewerbe | Staffelwettbewerbe | Staffelwettbewerbe |
| Sprint                                      | Verfolgung        | Einzel            | Massenstart       | Herrenstaffel     | Mixedstaffel       |                    |
| ------------------------------------------- | ----------------- | ----------------- | ----------------- | ----------------- | ------------------ | ------------------ |
| Olympische Winterspiele 2006 \| Turin       | 32.               | 39.               | –                 | –                 | 6.                 |                    |
| Olympische Winterspiele 2010 \| Vancouver   | 67.               | –                 | –                 | –                 | –                  |                    |
| Olympische Winterspiele 2014 \| Sotschi     | 8.                | 2.                | 18.               | 3.                | 11.                | 2.                 |
| Olympische Winterspiele 2018 \| Pyeongchang | 29.               | 51.               | 12.               | 11.               | 7.                 | 8.                 |